# Isla Moreno
La isla Moreno es una pequeña isla de origen rocoso en la Bahía Camarones del mar Argentino, se encuentra ubicada aproximadamente a unos 150 metros de la costa, en la provincia argentina del Chubut, más precisamente en el Departamento Florentino Ameghino. Las medidas de la isla son 570 metros de longitud máxima y 330 metros de ancho máximo. Presenta una forma circular con el eje mayor en sentido este-oeste. Se encuentra frente a la costa norte de Cabo Dos Bahías, en el extremo sur de la Bahía Camarones. 
Se trata de una isla rocosa que presenta restingas en sus costas, además posee sectores de playa hacia el continente,  explanadas de arcilla con pastizal bajo en el centro y áreas rocosas altas y escarpadas en el extremo sur.
En esta isla existe una colonia reproductiva de lobo marino de un pelo (Otaria flavescens), así como colonias de nidificación de pingüinos de Magallanes (Spheniscus magellanicus), escúas pardo (Catharacta antarctica), escúa común (Stercorarius chilensis), cormorán imperial (Phalacrocorax atriceps), cormorán de cuello negro (Phalacrocorax magellanicus), gaviota austral (Larus scoresbii), y gaviota cocinera (Larus dominicanus), entre otras especies.
En 2008 se creó el Parque Interjurisdiccional Marino Costero Patagonia Austral, el cual incluye a la isla Moreno. Esta isla representa el límite norte de dicho Parque Interjurisdiccional.